# Agios Vasilios
Agios Vasilios (griego: Άγιος Βασίλειος) es un municipio de la República Helénica perteneciente a la unidad periférica de Rétino de la periferia de Creta.
El municipio se formó en 2011 mediante la fusión de los antiguos municipios de Foínikas y Lampi, que pasaron a ser unidades municipales. La capital municipal es el pueblo de Spili en la unidad municipal de Lampi, aunque en la unidad municipal de Foínikas hay un pequeño pueblo también llamado Agios Vasilios. El municipio tiene un área de 359,2 km².
En 2011 el municipio tiene 7427 habitantes.
Se ubica en la costa meridional de la isla de Creta, al sur de Rétino.